# Pérez Peak
Der Pérez Peak (französisch Sommet du Grand Pérez) ist ein 535 m hoher und markanter Berg an der Graham-Küste des Grahamlands im Norden der Antarktischen Halbinsel. Er ragt 1,5 km südöstlich des Kap Pérez auf der schroffen Halbinsel zwischen der Collins Bay und der Beascochea-Bucht auf.
Jean-Baptiste Charcot, Leiter der Fünften Französischen Antarktisexpedition (1908–1910), benannte ihn nach dem gleichnamigen Kap. Dessen Namensgeber sind die argentinischen Brüder Fernando, Leopoldo und Manuel Pérez, die Charcots vorherigen Antarktisexpedition (1903–1905) im Dezember 1903 und im Februar 1905 behilflich waren. Das UK Antarctic Place-Names Committee übertrug diese Benennung 1957 in verkürzter Form ins Englische.